# Fabrizio Peralta
Fabrizio José Peralta Ramírez (* 2. August 2002) ist ein paraguayischer Fußballspieler.

## Karriere

### Verein
Aus der U20 von Club Cerro Porteño wurde er im April 2021 nach Brasilien in die U20 von Flamengo verliehen. Nach seiner Rückkehr Ende Januar 2022 wechselte er dann in die U23 von Cerro. Anfang 2023 ging er schließlich fest in den Kader der ersten Mannschaft über und hatte dann am 3. Juni 2023 sein Liga-Debüt für sein Team.

### Nationalmannschaft
Mit der paraguayischen U17 nahm er an der Südamerikameisterschaft 2019 teil, wo er drei Tore erzielte. Danach gehörte auch mit zum Kader seiner Mannschaft bei der Weltmeisterschaft 2019. 
Zum Jahreswechsel 2023/24 wurde er erstmals für die Vorbereitung vor dem Qualifikationsturnier für Olympia für die U23 nominiert. Dort kam er auch drei Mal zum Einsatz. Bei dem Turnier selbst stand er dann in sechs der sieben Partien auf dem Platz und erzielte dabei auch noch einen Treffer. Am Ende landete er mit seinem Team hier auf dem ersten Platz der Endgruppe und qualifizierte sich so für die Spiele in Paris.